# Joseph von Fraunhofer
Joseph von Fraunhofer (Straubing, 6 de março de 1787 - 7 de junho de 1826) foi um óptico alemão. É conhecido pela descoberta das linhas escuras de absorção conhecidas como Espectro de Fraunhofer no espectro solar, e por fazer excelentes vidros ópticos e lentes objetivas acromáticas para telescópios.

## Biografia
Fraunhofer nasceu em Straubing, Baviera. Ficou órfão aos 11 anos, e começou a trabalhar como aprendiz para um duro vidraceiro chamado Philipp Anton Weichelsberger. Em 1801 a oficina na qual estava trabalhando desmoronou e ele foi enterrado nos escombros. A operação de resgate foi liderada por Maximiliano I José da Baviera, na época um príncipe eleitor. O príncipe entrou na vida de Fraunhofer, fornecendo a ele livros e forçando seu patrão a permitir que o jovem Fraunhofer tivesse tempo para estudar.
Após oito meses de estudo, Fraunhofer foi trabalhar no Instituto de Óptica em Benediktbeuern, um monastério Beneditino secularizado dedicado à vidraçaria. Lá ele descobriu como fazer os melhores vidros ópticos do mundo e inventou métodos extremamente precisos para medir a dispersão. Em 1818 ele se tornou diretor do Instituto de Óptica. Devido aos finos instrumentos ópticos que ele desenvolveu, a Baviera tomou o lugar da Inglaterra como o centro da indústria óptica. Mesmo pessoas como Michael Faraday não eram capazes de produzir vidro que pudesse rivalizar aquele feito por Fraunhofer.
Sua carreira ilustre fez com que ele ganhasse um doutorado honorário da Universidade de Erlangen em 1822. Em 1824, ele foi agraciado com a ordem de mérito, tornou-se um nobre, e feito um cidadão de honra de Munique. Assim como muitos outros vidraceiros de sua era que foram intoxicados por vapores de metais pesados, Fraunhofer morreu jovem, em 1826 com 39 anos. Acredita-se que suas receitas mais valiosas de vidraçaria tenham sido enterradas com ele.

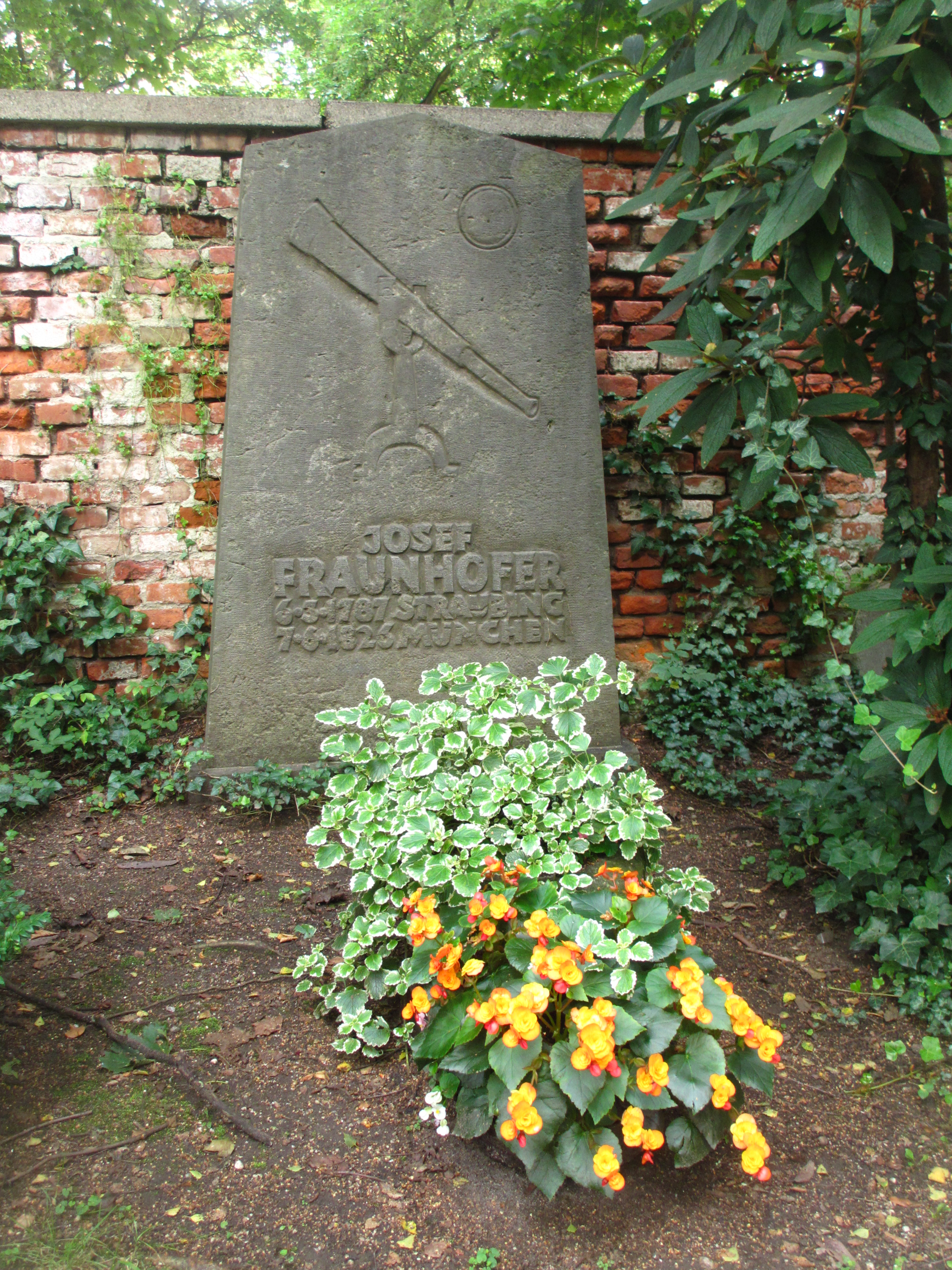
Sepultura de Fraunhofer no Alter Südfriedhof (Munique)

## Pesquisa científica
Em 1814 Fraunhofer inventou o espectroscópio, e descobriu 574 linhas escuras no espectro solar. Mais tarde foi descoberto que elas eram linhas de absorção atômica, como explicado por Gustav Kirchhoff e Robert Bunsen em 1859. Essas linhas ainda são chamadas de espectro de Fraunhofer em sua homenagem.
Ele também inventou a rede de difração e, ao fazê-lo, transformou a espectroscopia de uma arte qualitativa em uma ciência quantitativa ao demonstrar como alguém poderia medir o comprimento de onda da luz com precisão. Ele descobriu que os espectros de Sirius e outras estrelas de primeira magnitude diferiam entre si e do sol, fundando então a espectroscopia estelar.
Em último caso, entretanto, sua paixão ainda era a óptica prática, uma vez dizendo que "Em todos meus experimentos que pude, devido à falta de tempo, prestar atenção apenas àqueles assuntos que pareciam ter um envolvimento com a óptica prática." No começo da década de 90, uma empresa que projetava e fabricava telescópios de refração foi nomeada em sua homenagem de Fraunhofer Systems Company uma vez que os telescópios eram baseados em seu projeto.

### Descoberta de linhas escuras de absorção
Em 1814, Fraunhofer havia inventado o espectroscópio  moderno. No decorrer de suas experiências, ele descobriu uma linha fixa brilhante que aparece na cor laranja do espectro quando é produzida pela luz do fogo. Esta linha permite-lhe depois determinar o poder absoluto da refração em diferentes substâncias. Experimentos para verificar se o espectro solar continha a mesma linha brilhante em laranja que a linha produzida pela laranja da luz do fogo levou-o à descoberta de 574 linhas fixas escuras no espectro solar. Hoje, milhões dessas linhas fixas de absorção são agora conhecidas.
Continuando a investigar, Fraunhofer detectou linhas escuras também aparecendo nos espectros de várias estrelas brilhantes, mas em arranjos ligeiramente diferentes. Ele descartou a possibilidade de as linhas serem produzidas à medida que a luz passa pela atmosfera da Terra. Se fosse esse o caso, eles não apareceriam em arranjos diferentes. Ele concluiu que as linhas se originam na natureza das estrelas e do sol e carregam informações sobre a fonte de luz, independentemente de quão longe essa fonte esteja. Ele descobriu que os espectros de Sirius e outras estrelas de primeira magnitude diferiam do sol e um do outro, fundando assim a espectroscopia astronômica .
Essas linhas fixas escuras foram posteriormente mostradas como linhas de absorção atômica, conforme explicado por Kirchhoff e Bunsen em 1859. Essas linhas ainda são chamadas de espectro de Fraunhofer  em sua homenagem; sua descoberta foi muito além das meia dúzia de divisões aparentes no espectro solar que haviam sido observadas anteriormente por Wollaston em 1802.

### Invenção de instrumentos ópticos
Fraunhofer também desenvolveu uma redes de difração  em 1821, depois que James Gregory descobriu os princípios da grade de difração e depois que o astrônomo americano David Rittenhouse  inventou a primeira grade de difração feita pelo homem em 1785.
Por fim, no entanto, sua principal paixão ainda era a óptica prática; ele escreveu uma vez que "em todas as minhas experiências, por falta de tempo, pude prestar atenção apenas aos assuntos que pareciam ter relação com a óptica prática".

## Telescópios e instrumentos ópticos

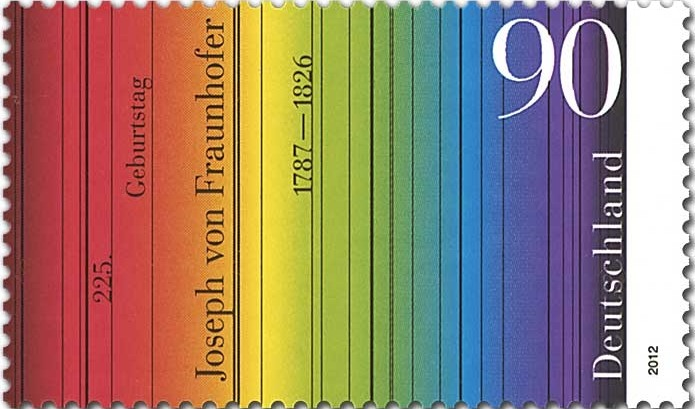
Selo alemão de 2012 em homenagem ao cientista

Fraunhofer produziu vários instrumentos ópticos para sua empresa. Isso incluía o Refrator Fraunhofer Dorpat usado por Struve (entregue em 1824 ao Observatório Dorpat) e o Heliômetro de Bessel (entregue postumamente), que foram usados para coletar dados para a paralaxe estelar. O sucessor da empresa, Merz und Mahler, fez um telescópio para o Novo Observatório de Berlim, que confirmou a existência do grande planeta Netuno . Possivelmente, o último objetivo do telescópio feito por Fraunhofer foi fornecido para um telescópio de trânsito no Observatório da Cidade, em Edimburgo, o telescópio sendo completado por Repsold  de Hamburgo após a morte de Fraunhofer.

## Trabalho
- Espectros prismáticos e de difração: memórias. Por Joseph von Fraunhofer, William Hyde Wollaston. American Book Co., 1899.
- Dr. Joseph von Fraunhofer, Kurzer Umriß der Lebensgeschichte des Herrn. Por Joseph von Utzschneider. Rösl, 1826.